# 萨提特
在埃及神话中，萨提特（Satet）、薩提斯（Satis）或沙提（Sati），亦拼写为Satjit或Sates，是神化的尼罗河洪水。对她的崇拜起源于埃及南部边界的斯温尼特（Swenet）古城，现在称为阿斯旺。她名字的意思是指这条河每年的洪水。她也是一位早期的战争、狩猎及生育女神，被看作是阿努凯特女神的母亲和埃及南部的一位保护神。
她的头衔之一是“像箭般的穿过”，意指流动的河水，她的符号变成了箭头和流水。萨提特被描绘成一位戴着上埃及白色瞪羚或羚羊角，或羚羊(一种栖息在古埃及南部河岸附近的快速奔跑动物)王冠的妇女，画像中她通常携带着弓箭。
其他解释说，她的主要角色是战争女神，埃及南部(努比亚)边境守护者，用箭射杀法老的敌人。
由于她与带来生命的尼罗河洪水有关联，通常认为她掌管着“安卡”，因此，萨提特充当了生育女神，能给予那些寻求爱的人以希望。萨提特也被描述为能净化水的罐子。
后来她被当作赫努姆-尼罗河源头守护者的配偶之一，二者一道在象岛(又译：厄勒蕃丁岛“Elephantine”，埃及第一省受到崇拜)，实际她的崇拜中心是在萨哈尔(Sahal)附近，尼罗河的另一个岛。由于她是埃及南端影响力最大的神，因此成了与努比亚接壤的埃及南部边境守卫。
萨提特的孩子阿努凯特-尼罗河女神，与赫努姆、萨提特一起构成了象岛三联神。

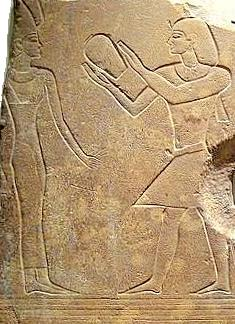
埃及第十三王朝法老索貝克霍特普三世膜拜萨提特图，石像碎块中显示一部分她装饰着羚羊角的锥形王冠 - 公元前1760年 - 布克林博物馆。

萨提特与埃及的拉神(Ra)有联系。

## 相关知识
安卡（ankh），埃及的一个神秘符号，上部为一圆环的十字形饰物，古埃及人用以象征生命，象征着隐藏在一个人身体内的巨大、秘密的力量，并将留下永生、永存的痕迹。
萨提特的圣书体（象形文字）名：
| s | V13 | i | S22 · t | B1 |
圣书体中，上埃及白色王冠符号：
| S1 |